# Tröghetsinnesluten fusion

Tröghetsinnesluten fusion. 1 Laser- eller röntgenstrålar hettar upp ytan av en bränslekapsel. 2. Ytskiktet exploderar och bränslet imploderar. 3. Bränslekärnan når 20 gånger högre densitet än bly, temperaturen når 100 miljoner ˚C och bränslet antänds. 4. Fusionsprocesserna sprids utåt genom bränslet.

Tröghetsinnesluten fusion är en metod för att åstadkomma fusion mellan atomkärnor av väte. Små kapslar, pelletar, med väteisotoperna deuterium och tritium upphettas och komprimeras med hjälp av laser-, röntgen- eller partikelstrålning. Om temperatur och tryck blir tillräckligt höga kommer vätekärnor att slås samman till helium varvid energi frigörs. Liksom vid magnetisk inneslutning av väteplasma hoppas man att processen ska generera mer energi än som tillförs och därmed kunna användas som energikälla i framtiden.

## Bakgrund

Deuterium och tritium förenas och bildar en heliumkärna, en fri neutron samt kinetisk energi.

Man har sedan 1950-talet arbetat på att kunna slå samman atomkärnor av väte till heliumkärnor under kontrollerade former. Energi skulle då frigöras. Den reaktion man främst tittat på är D + T → 4He + n + energi, samma reaktion som används i vätebomber. En deuteriumkärna (vätekärna med 1 proton och 1 neutron) slås samman med en tritiumkärna (vätekärna med 1 proton och 2 neutroner) varvid bildas en alfapartikel (= heliumkärna med 2 protoner och 2 neutroner) samt en fri neutron. Den frigjorda energin utgörs av rörelseenergi hos främst neutronen. Vätekärnor är elektriskt laddade och stöter därför bort andra kärnor, men om de kommer tillräckligt nära varandra blir deras starka växelverkan kraftigare än den elektromagnetiska repulsionen och kärnorna kan förenas. För att fusion ska uppnås gäller det därför att ge vätekärnorna så hög hastighet att de når fram till varandra.
Hög hastighet hos de enskilda partiklarna i en gas eller ett plasma är ungefär det samma som hög temperatur. I en vätebomb ges denna höga temperatur av en inledande detonation av en atombomb (fissionsbomb). I ett framtida fusionskraftverk vill man istället hetta upp en mindre mängd joniserad vätgas (ett plasma) tillräckligt mycket och med tillräckligt hög täthet hålla plasmat inneslutet tillräckligt länge. Man räknar med att temperaturen i DT-plasmat (deuterium + tritium) behöver vara minst 100 miljoner ˚C , men den kritiska temperaturen är beroende av vilken täthet och inneslutningstid man uppnår. (Om man skulle använda enbart deuterium som bränsle skulle temperaturen behöva vara 400 miljoner ˚C.) Inget reaktorkärl motstår en så hög temperatur. I stället har forskningen kring fusionsenergi gällt två andra inneslutningsmetoder.
- Magnetisk inneslutning. Det heta plasmat hålls på plats av ett kraftigt magnetfält. Detta har varit huvudspåret för den fredliga användningen av väteenergi och gäller för den hittills största satsningen, ITER.
- Tröghetsinneslutning.

## Tröghetsinneslutning

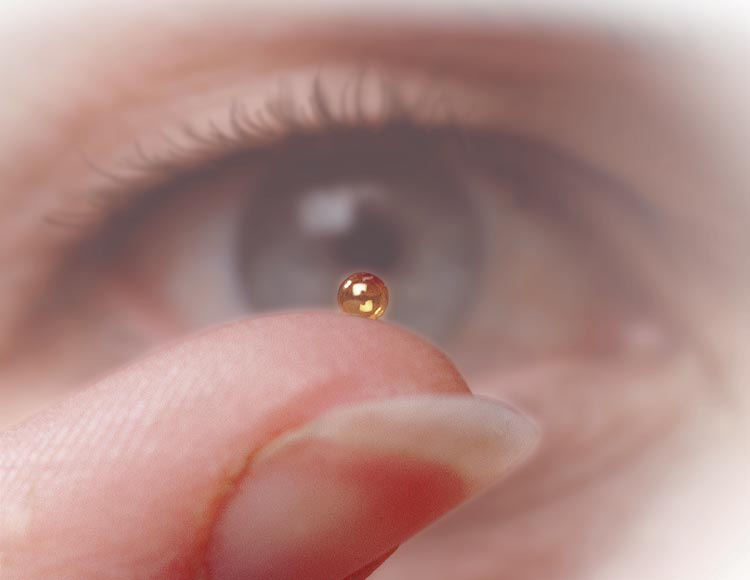
2 mm stor pellet med deuterium och tritium.

En vätebomb är ett exempel på tröghetsinnesluten fusion. Arbetet med tröghetsinneslutning i laboratoriemiljö har därför en tydlig militär koppling. Man vill kunna studera hur DT-plasma i en vätebomb beter sig utan att man detonerar en verklig bomb, något som blivit särskilt viktigt sedan FN 1996 antagit ett avtal som förbjuder bombprov (Fullständiga provstoppsavtalet, ännu ej ratificerat av alla länder). Ett annat syfte med forskningen är av fredlig karaktär. Man vill undersöka om väte kan användas som energikälla i ett kraftverk. Eftersom väte finns i vanligt havsvatten, skulle man då kunna få en i praktiken outtömlig energikälla. Arbetet med tröghetsinnesluten fusion har dessutom skett som ren grundforskning utan tanke på praktisk nytta.
Tröghetsinneslutning under kontrollerade former innebär att ytan av en liten pellet, kanske 2 mm i diameter, med deuterium och tritium upphettas av en kort men intensiv energipuls. Ytan förgasas då explosivt samtidigt som den inre delen av pelleten imploderar. Chockvågor gör att temperatur och tryck kan bli tillräckligt höga i pelletens centrum för att vätekärnor ska börja slås samman och energi frigöras i form av snabba alfapartiklar och neutroner. Den frigjorda energin hettar sedan upp mer av pelleten så att ytterligare bränsle kan fusionera. Skeendet går så snabbt (mindre än 10-9 s) att partiklarnas inneboende tröghet räcker för att hålla plasmat sammanhållet. Partiklarna som bildas, alfapartiklar och neutroner, värmer upp reaktorkärlets väggar. I ett framtida kraftverk skulle denna värme användas för att alstra elektricitet. 
Man har sedan 1950-talet teoretiskt och praktiskt undersökt olika sätt att få till stånd fusion i DT-kapslar. Den inledande energipulsen har skapats med laser-, röntgen- eller partikelstrålning. Några exempel:

## Enkel laserpuls
Världens kraftfullaste laseranläggningar fanns 2013 i USA och Frankrike (fast ännu större anläggningar planerades i Ryssland och i Kina). Vid Lawrence Livermore National Laboratory i Kalifornien finns National Ignition Facility (NIF) och i Frankrike finns en liknande anläggning, Laser Mégajoule (LMJ) utanför Bordeaux. Båda används för försök med tröghetsinnesluten fusion. Vid NIF riktas 192 laserstrålar symmetriskt mot målet, en 2 mm stor pellet fylld med 12 mg DT-bränsle. En samlad puls från lasrarna varar mellan 10-10 s och 2 x 10-8 s och pelleten mottar då energin 2 x 106 J. Svårigheten med metoden har varit att få de 192 laserpulserna att träffa pelleten samtidigt och symmetriskt. Varje träff ger upphov till en chockvåg och dessa chockvågor måste mötas i pelletens centrum. 
Vid ett försök vid National Ignition Facility 2021 lyckades man för första gången uppnå antändning, alltså att vätekärnor fusionerade och frigjorde energirika partiklar som i sin tur orsakade fler fusioner. Den totalt frigjorda energin var dock något mindre än den tillförda. I december 2022 lyckades NIF att som första laboratorium få ut mer energi ur bränslet än vad som hade tillförts. 2,05 MJ nådde bränslet och 3,15 MJ frigjordes. För att skapa laserpulsen förbrukade dock de 192 lasrarna 322 MJ. Vid försök 2023 lyckades man få ut nästan dubbelt så mycket energi som tillfördes. 

## Dubbel laserpuls
I stället för en kraftig laserpuls som både trycker samman DT-bränslet och hettar upp det tillräckligt kan man använda två svagare pulser. Den första pulsen komprimerar bränslet. När kompressionen är maximal kommer en andra extremt kortvarig puls med extremt hög effekt som antänder bränslet. 
Det finns två varianter av denna ”fast ignition”-metod. Antingen kan den andra pulsen ”borra” sig genom det plasma som den första pulsen skapat runt den komprimerade kärnan. Alternativt kan pelleten sitta monterad på en ihålig kon av guld eller annan metall med många elektroner i skalet. Konens spets når in till pelletens kommande stagnationsyta, ytan på den kommande komprimerade DT-kärnan. Den andra laserpulsen fokuseras på konens spets och frigör elektroner från denna, elektroner som med hög hastighet når och upphettar den komprimerade kärnan. 
Den första varianten har nackdelen att puls 2 tappar energi på sin väg genom plasmat. Den andra varianten har nackdelen att konen stör den första pulsens jämna kompression. I båda fallen finns risk att elektronerna går rakt genom kärnan utan att avge sin energi.

## Lasergenererad röntgenstrålning

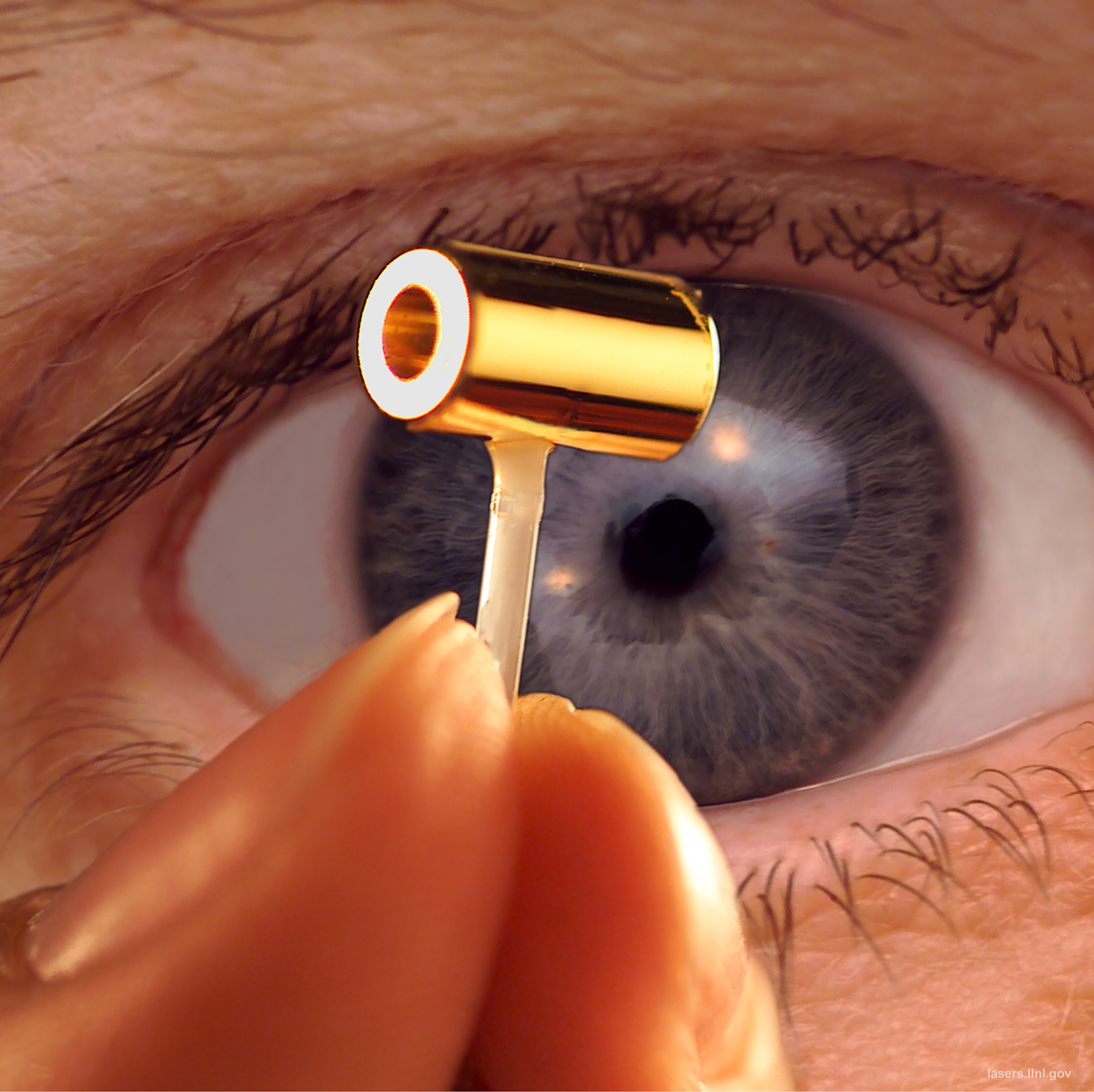
Modell av "hohlraum", en strålningskammare.

Denna metod går ut på att omvandla en laserpuls till röntgenstrålning som i sin tur får träffa en pellet med DT-bränsle. Fördelen är att bestrålningen av bränslet kan bli jämnare än med en direkt laserpuls. Nackdelen är att bara en mindre del av energin i laserpulsen omvandlas till röntgenstrålning.
Vid försök med denna metod vid NIF 2013 lyckades man frigöra mer energi ur en pellet än den absorberade av röntgenstrålning. Pelleten var en sfärisk kapsel av plast, ca 2 mm i diameter, fylld med 170 μg DT-gas. Den placerades inuti en strålningskammare (”hohlraum”), en cylinder av guld, 9,4 mm lång och med en diameter av 5,8 mm. Kapseln kyldes till -255 ˚C varvid vätgasen omvandlades till ett fast väteskikt på insidan av skalet, ca 70 μm tjockt. Genom kortsidorna utsattes insidorna av cylindern för en kort och intensiv laserpuls, ca 500 terawatt under en nanosekund. Cylindern omvandlade då laserljuset till röntgenstrålning som sedan träffade bränslekapseln. Plastskalet absorberade strålningen och exploderade medan bränsleskiktet på insidan imploderade. Ett område i centrum av bränslet uppnådde därmed tillräckligt hög temperatur och tillräckligt högt tryck för att fusionsprocesser skulle starta.

## Röntgenstrålning genom z-pinch
Metoden innebär att en extremt kort och kraftig elektrisk strömstöt förvandlar en cylindrisk ihålig ledare till ett plasma. Längs strömmen i plasmat bildas samtidigt ett magnetfält som genom Lorentzkraft klämmer ihop plasmat. (Konventionellt säger man att strömmen går längs z-axeln. Engelskans ”pinch” betyder att klämma.) Kompressionen av plasmat genererar också röntgenstrålning, strålning som kan användas för att komprimera och värma en DT-pellet i cylinderns mitt så mycket att fusionsprocesser startar. 
Vid Sandia National Laboratories i New Mexico har man skapat världens kraftigaste röntgenpulser på detta sätt. En strömstöt bildas genom att en kondensator urladdas. Strömmen leds genom ett arrangemang med 400 tunna (några μm i diameter) trådar av volfram. Trådarna bildar tillsammans en rörformad ledare. Strömstöten förvandlar volframtrådarna till ett plasma som kläms samman av strömmens magnetfält varvid röntgenstrålning genereras. I centrum finns en DT-pellet. Allt är inneslutet i en strålningskammare, ett hohlraum, som gör att pelleten blir jämnt exponerad av strålningen. Förhoppningen är att skapa en röntgenpuls som är tillräckligt kraftig för att antända DT-bränslet.

## Partikelstrålning
I stället för laser- och röntgenbestrålning av DT-bränsle gjorde man tidigt försök med partikelstrålning. Metoden har varit relativt billig och därför attraktiv. Om man ska använda tröghetsinnesluten fusion som energikälla är det också nödvändigt snabbt skapa nya explosioner, kanske 10 gånger per sekund. Detta är enklare med partikelstrålning än med andra metoder. Problem med partikelstrålningen har främst gällt hur man ska lyckas fokusera de laddade partiklarna tillräckligt noga.
- Elektroner. På 1970-talet gjordes (troligen) försök med elektronstrålning vid Kurchatov-institutet i Sovjetunionen.
- Lätta joner. På 1980- och 1990-talet använde man litiumjoner vid Sandia-laboratoriet.
- Tunga joner. Vid Lawrence Berkeley National Laboratory i Kalifornien har man gjort försök med att låta en partikelaccelerator beskjuta DT-bränsle med tunga joner för att den vägen ge bränslet tillräckligt hög temperatur och tryck för antändning. Där har man också kombinerat tröghetsinneslutningen med magnetisk inneslutning.[2][3][14]

## Kraftproduktion
Om tröghetsinnesluten fusion ska kunna bli en del av vår energiförsörjning måste först ett antal problem lösas, bland andra:
- Repetitionstiden anses vara svårast att lösa, alltså att i snabb följd åstadkomma nya explosioner, kanske 0,1 – 15 gånger per sekund. Mellan varje explosion måste laserkällan laddas med energi (om man använder laser), reaktionskammaren rensas från avfall och en ny DT-pellet komma på plats.
- Effektiviteten måste höjas mycket kraftigt. Även om man vid NIF lyckats frigöra mer energi ur en DT-pellet än den absorberat, var det ändå bara en bråkdel av den totala energi som användes för att skapa den inledande laserpulsen.
- Reaktorkärlet måste kunna motstå återkommande explosioner och ett intensivt neutronflöde.
- Neutronflödet gör reaktorkärlet radioaktivt och skapar därmed visst problem med radioaktivt avfall, dock avsevärt mindre än med dagens fissionsreaktorer.
- Elektricitet från en fusionsreaktor måste kunna konkurrera ekonomiskt med el från förnybara källor som sol, vind och vatten. Själva anläggningen är en mångmiljardsatsning och bränslekostnaden kan bli hög. Deuterium kan utvinnas ur havsvatten. Tritium finns mycket sparsamt i naturen men kan tillverkas av litium. Litium finns i koncentrerad form på några platser på jorden men kan också till en hög kostnad utvinnas ur havsvatten.